# Colleen Shogan
Colleen Joy Shogan est une auteure et universitaire américaine, archiviste des États-Unis du 17 mai 2023 jusqu'à son licenciement le 7 février 2025,. Avant sa confirmation comme archiviste, Shogan était directrice du Centre David M. Rubenstein pour l'histoire de la Maison-Blanche à l'Association historique de la Maison-Blanche.

## Jeunesse et formation
Shogan est originaire de la banlieue de Pittsburgh. Enfant, sa mère l'encourage à lire des romans policiers. Elle commence avec les livres des séries Alice Roy et Les Frères Hardy. Shogan est diplômée du lycée Norwin.
Elle est la première personne dans sa famille à avoir obtenu un diplôme de premier cycle universitaire, en sciences politiques au Boston College et un doctorat, en politique américaine à l'université Yale,.

## Carrière
Après avoir obtenu son doctorat, Shogan travaille comme maitre de conférence en sciences du gouvernement et en science politique à l'Université George-Mason. Elle est l'auteure de Moral Rhetoric of American Presidents, un livre sur la communication des présidents américains. Shogan rejoint ensuite la Bibliothèque du Congrès, où elle occupe les fonctions de conservatrice adjointe aux collections et de directrice adjointe du service de recherche du Congrès. Shogan est aussi vice-présidente de la Commission du centenaire pour le suffrage des femmes et enseigne comme professeure adjointe au département de sciences du gouvernement de l'université de Georgetown,.
Elle est l'auteure de huit romans policiers mettant en scène Kit Marshall, assistant au parlement de Washington, avec des titres tels que Stabbing in the Senate, Homicide in the House et Larceny at the Library. « Ce sont des énigmes, et j'aime résoudre des énigmes », déclare-t-elle en 2023 à propos de ses romans.

### Archives nationales et gestion des documents
Le 13 août 2022, le président Joe Biden désigne Shogan au poste de 11e archiviste des États-Unis. La commission sur la Sécurité intérieure et les Affaires gouvernementales du Sénat des États-Unis tient deux auditions pour examiner sa nomination. La première audience a lieu le 21 septembre 2022 ; le panel se partage sur sa nomination par un vote de 7 à 7, ce qui bloque la procédure. La deuxième audience a lieu le 28 février 2023. Le 15 mars 2023, le comité vote sa nomination par 8 voix contre 4.
Lors des audiences, Shogan déclare qu'elle ne publiera pas l'Equal Rights Amendment dans le cadre de la Constitution des États-Unis, affirmant que le travail de l'archiviste est de publier les amendements constitutionnels après une ratification appropriée, et non de décider quand un amendement est publié, conformément à une note du Bureau du conseiller juridique du ministère de la Justice sur le sujet en janvier 2020. Les opinions de Shogan sont critiquées par la Coalition ERA. En outre, elle s'engage à réduire l'arriéré de « plus de 300 000 demandes de dossiers d'anciens combattants », le qualifiant de « problème discrétionnaire le plus important » auquel elle est confrontée, et elle déclare qu'elle cherchera comment déclassifier les anciens dossiers historiques,. Elle promet également la transparence sur les dossiers liés à la perquisition de Mar-a-Lago, s'engage à travailler avec le sénateur américain Jon Ossoff sur les affaires non résolues en matière de droits civiques, déclare qu'elle « accueillera tous les Américains aux Archives nationales » si elle est confirmée, et elle assure  qu'elle servira dans un « rôle non partisan et apolitique ». Dans sa déclaration d'ouverture lors de l'audience de septembre 2022, elle s'engage également à trouver des « moyens créatifs » pour rendre la National Archives and Records Administration plus efficace, à s'appuyer sur le partenariat public-privé existants et à impliquer les minorités sous-représentées « de manière significative ».
Le 4 mai 2023, le Sénat américain vote la fin des discussions sur le dossier de Shogan par 53 voix contre 44. Le 10 mai 2023, elle est confirmée comme 11e archiviste des États-Unis par un vote de 52 à 45,, et son mandat débute la semaine suivante. Shogan est la première femme nommée archiviste des États-Unis. Elle prête serment et commence à travailler le 17 mai 2023, son premier briefing étant axé sur le traitement de « l'arriéré des dossiers des anciens combattants » et sur les échanges avec les dirigeants du Centre national des dossiers du personnel. Le 24 janvier 2024, les Archives nationales annoncent l'élimination de « l'arriéré des dossiers d'anciens combattants lié à la pandémie » au Centre national des dossiers du personnel.
Le 17 décembre 2024, Shogan et l'archiviste adjoint, William J. Bosanko, publient une déclaration publique expliquant leur refus de publier l'amendement sur l'égalité des droits, malgré la pression de 120 représentants démocrates du Congrès, dont Cori Bush et Ayanna Pressley, en déclarant que ni eux, ni Joe Biden ne peuvent agir sans une action du Congrès ou une action en justice supprimant le délai de ratification. Plus tard, le 17 janvier 2025, le président Biden déclare que l'ERA a « été ratifié » et fait partie de la Constitution américaine, ce qui n'a aucun effet juridique sur la ratification de l'amendement, et un haut responsable, cité par l'Associated Press, déclare que Biden n'a pas demandé à Shogan de certifier l'amendement,.
Le 6 janvier 2025, le président élu Donald Trump déclare lors d'une interview téléphonique avec l'animateur de radio Hugh Hewitt qu'il a l'intention de remplacer Shogan à la tête des Archives nationales, affirmant que « nous aurons un nouvel archiviste ». Le 6 février, ABC News rapporte que Marco Rubio est l'archiviste par intérim des États-Unis depuis l'investiture de Donald Trump le 20 janvier. Un reportage ultérieur de 404 Media déclare que ce reportage était un malentendu, erroné ou une « mauvaise source d'information », citant un employé anonyme des Archives nationales, et note que Shogan est toujours  archiviste des États-Unis, faisant référence à une réunion générale des Archives nationales le 4 février, où elle a déclaré que l'agence mettait en œuvre les directives de la nouvelle administration, se familiarisait avec de nouvelles commandes complexes et prenait des mesures « dans des délais serrés ».
Le 7 février 2025, Sergio Gor, directeur du personnel présidentiel de la Maison Blanche, annonce sur les réseaux sociaux que Shogan a été démise de ses fonctions d'archiviste des États-Unis. CNN rapporte que, même si Donald Trump voulait la remplacer, elle ne savait pas qu'elle serait limogée si rapidement et aurait été surprise lorsqu'elle en a été informée. Shogan déclare sur sa page personnelle LinkedIn que Donald Trump l'a renvoyée, affirmant qu'« aucune cause ou raison n'a été citée », et notant qu'elle n'a « aucun regret... [et] a fait [de son]... mieux... pour les Archives nationales et le peuple américain »,,. La Société américaine d'histoire (AHA) et la Society of American Archivists (SAA) publient des déclarations critiquant le renvoi de Shogan. Le directeur exécutif de l'AHA, James Grossman, demande à la Maison Blanche de se conformer au droit fédéral (Code des États-Unis, titre 44, chapitre 21, section 2103) et d'informer le Congrès américain des raisons pour lesquelles Shogan a été démise de ses fonctions, et ajoute que « la démocratie repose sur l'État de droit... l'histoire des États-Unis repose sur un accès sans entrave aux archives. »
La direction de la SAA qualifie le renvoi de Shogan d'alarmant, affirmant que son renvoi « sans aucune raison déclarée porte préjudice à notre nation et à son peuple », déclare que l'organisation continuera à soutenir la mission des Archives nationales, note que l'organisation continuera à surveiller la situation aux Archives nationales, à soutenir les « travailleurs et archivistes des Archives nationales à travers les États-Unis », appelle ceux qui lisent sa déclaration à contacter leurs législateurs et affirme que « la conservation des archives gouvernementales est essentielle pour une démocratie libre et saine ». L'ancien directeur du contentieux des Archives nationales, Jason R. Baron, exprime son inquiétude concernant le renvoi de Shogan, déclarant à Politico qu'« il n'existe aucune bonne raison de licencier le Dr Shogan, car elle a fidèlement rempli ses fonctions de manière non partisane... Le Dr Shogan n'a rien à voir avec... le retour réussi des cartons de dossiers présidentiels... [de] Mar-a-Lago ».

### Allégations de censure
En octobre 2024, le Wall Street Journal rapporte que Shogan et ses principaux conseillers ont censuré de nombreuses expositions au musée des Archives nationales dans le but de minimiser les aspects négatifs de l'histoire des États-Unis, selon des documents et les dires d'employés, actuels et anciens. Selon l'article, Shogan et ses principaux collaborateurs, comme Ellis Brachman, ont ordonné le retrait des images de Martin Luther King, Dolores Huerta et Minnie Spotted-Wolf de l'aile du Discovery Center du National Archives Museum, et de photos de Dorothea Lange concernant l'internement des Nippo-Américains. Ils auraient supprimé les informations sur les effets environnementaux négatifs de l'extraction du charbon et sur le déplacement forcé et l'incarcération des Américains d'origine japonaise de diverses expositions, et auraient demandé aux employés de trouver des « histoires de réussite sur les Blancs ». Shogan aurait demandé pourquoi une exposition de musée sur l'évolution territoriale des États-Unis était centrée sur les peuples autochtones, aurait commandé des documents montrant les traités dans lesquels les tribus autochtones ont cédé  leurs terres au gouvernement américain et aurait ordonné qu'un brevet pour la pilule contraceptive soit remplacé par un brevet pour le bump stock ; elle aurait déclaré que les expositions ne devraient pas promouvoir un programme partisan. Il a également été affirmé que certains hauts fonctionnaires qui avaient démissionné avaient blâmé la direction de Shogan, avec un employé de longue date des archives déposant une plainte de dénonciation, affirmant que « Shogan avait abusé de son autorité et s'était livrée à la censure », et qu'elle en avait fait trop pour « apaiser les Républicains ». Brachman a affirmé, selon Current Affairs, que l'histoire est inexacte, affirmant que « l'équilibre manquait dans la planification initiale de certaines des nouvelles galeries ici, et nous avons dû prendre des décisions difficiles pendant le processus de planification » et que certaines personnes « ne voulaient pas faire le travail difficile pour aborder les faits nuancés et à plusieurs niveaux de l'histoire américaine ». Brachman a également déclaré à l'Agence télégraphique juive que « l'histoire n'est pas exacte ».
Des historiens et des commentateurs réagissent au reportage du Wall Street Journal. Le président de Win Without War, Stephen Miles, soutient que l'action de Shogan constituait « une autocensure préventive et la dissimulation de parties essentielles de tout récit honnête de l'histoire américaine », et la qualifie de manquement à la mission de l'agence. L'auteur David Neiwert déclare que Shogan et ses conseillers doivent être remplacés et qu'elle est en train de « travestir l'histoire américaine ». L'historien Harvey G. Cohen fait écho au même sentiment, déclarant que les Archives nationales devraient se concentrer sur « la préservation et la présentation de la vérité » et Timothy Snyder qualifie la conduite de Shogan d'« obéissance anticipée ». L'ancien responsable de l'administration Obama, Brandon Friedman, et le chroniqueur du Philadelphia Inquirer, Will Brunch, accusent Shogan et ses conseillers d'« avoir obéi au fascisme à l'avance ». Dans un article de Current Affairs, Nathan J. Robinson fait valoir que le Musée des Archives nationales est en train de retomber dans « un récit mythologique aseptisé de l'histoire américaine », et il affirme que Shogan est « extrêmement inquiète d'être accusée de partisanerie ». Selon lui, l'archiviste des États-Unis devrait « s'engager à raconter une histoire véridique qui reflète ce qui s'est réellement passé ». Le 1er novembre, les présidents du Congressional Asian Pacific American Caucus, du Congressional Hispanic Caucus et du Caucus noir du Congrès, Judy Chu, Nanette Barragán et Steven Horsford publient une déclaration critiquant les actions de la NARA, affirmant que l'agence « apaisait préventivement... les intérêts conservateurs » et s'alignait sur « les mouvements d'extrême droite d'interdiction des livres à l'échelle nationale », et ils exhortent Shogan à restaurer ces références et expositions pour garantir que « la NARA et le Musée des Archives nationales racontent l'histoire complète et la plus précise de notre nation ».
Le 30 octobre 2024, Shogan publie une réponse aux allégations du Wall Street Journal. Elle réaffirme « son engagement à diriger la NARA sans partisanerie ni idéologie », affirmant que les employés fédéraux ne sont pas là pour « promouvoir ou partager notre interprétation personnelle des documents » mais sont là pour « préserver, protéger et partager les documents avec tous les Américains ». Elle qualifie l'article de « mal informé » et déclare qu'elle est « fortement en désaccord » avec lui, affirmant que l'article est basé sur « des plaintes anonymes concernant ce travail et ma direction de l'agence » et elle déclare que la NARA restera, à son avis, « attentive à la façon dont nous nous engageons avec notre passé et concentrée sur la promotion de la compréhension et du dialogue ».

## Vie privée
Shogan est mariée à Rob Raffety, le directeur de la communication interne de Stand Together.

## Œuvre

### Fiction
La série Washington Whodunit :
| Titre                            | Année | Remarques            |
| -------------------------------- | ----- | -------------------- |
| Stabbing in the Senate           | 2015  | (ISBN 9781603813310) |
| Homicide in the House            | 2016  | (ISBN 9781603813334) |
| Calamity at the Continental Club | 2017  | (ISBN 9781603813358) |
| K Street Killing                 | 2018  | (ISBN 9781603816137) |
| Gore in the Garden               | 2019  | (ISBN 9781603817233) |
| Larceny at the Library           | 2020  | (ISBN 9781603818353) |
| Dead as a Duck                   | 2021  | (ISBN 9781942078326) |
| Lethal Legacies                  | 2022  | (ISBN 9781684920303) |